# Eparquía de Santa Cruz de París
La eparquía de Santa Cruz de París (en latín: Eparchia Sanctae Crucis Lutetiae Parisiorum, en francés: Éparchie Sainte-Croix de Paris des Arméniens y en armenio: Ֆրանսիայի թեմ) es una circunscripción eclesiástica de la Iglesia católica en Francia. Se trata de una eparquía armenia inmediatamente sujeta a la Santa Sede. Desde el 23 de junio de 2018 su eparca es Elie (Yéghia) Yéghiayan, del Instituto del Clero Patriarcal de Bzommar.

## Territorio y organización
La eparquía extiende su jurisdicción sobre los fieles católicos de rito armenio residentes en Francia. Por no encontrarse dentro del territorio propio de la Iglesia católica armenia, la eparquía no está bajo dependencia del patriarca de Cilicia de los armenios, y se halla inmediatamente sujeta a la Santa Sede. Sus obispos, sin embargo de ser designados por el papa, forman parte del sínodo patriarcal armenio y están sujetos al patriarca en los asuntos de su propio rito.
La sede de la eparquía se encuentra en la ciudad de París, en donde se halla la Catedral de la Santa Cruz.
En 2022 en la eparquía existían 8 parroquias:
- Cathedrale arménienne catholique Sainte-Croix-de-Paris, en París;
- Paroisse arménienne catholique St-Grégoire-l'Illuminateur, en Arnouville;
- Paroisse arménienne catholique St-Grégoire-l'Illuminateur, en Villeurbanne, Lyon;
- Paroisse arménienne catholique St-Grégoire-l'Illuminateur, en Marsella;
- Paroisse arménienne catholique Saint-Nersès-Chenorhali, en Saint-Chamond;
- Paroisse arménienne catholique, en Valence.

En Sèvres existe un convento de la Orden mequitarista.

## Historia
La Santa Sede erigió el ordinariato para los fieles de rito oriental en Francia el 27 de julio de 1954 mediante el decreto Nobilis Galliae Natio de la Congregación para las Iglesias Orientales, que contiene lo esencial de una decisión ex audientia del papa Pío XII del 16 de junio de 1954.
Los católicos armenios de Francia dependieron del ordinariato hasta que el exarcado apostólico de Francia para los fieles de rito oriental armenio fue erigido el 22 de julio de 1960 mediante la bula Sacratissima del papa Juan XXIII.

Nos, id consilium omnino probantes, post rem bene reputatam, de Nostra apostolica auctoritate haec decernimus ac iubemus. Exarchatum Apostolicum pro fidelibus ritus Armeni in Gallia commorantibus constituimus; cuius Sedes Lutetiae Parisiorum ponetur, in qua civitate Exarchus cathedram suae potestatis habebit, in templo scilicet a S. Cruce, quod exarchali dignitate decorabitur. Placet novam circumscriptionem ecclesiasticam metropolitanae Sedi Parisiensi, suffraganeae Ecclesiae instar, una cum Exarcho subici; qui praeterea consultores eliget, qui sibi assint, curabitque ut conditum Seminarium Minus summopere foveat atque alat.

El 30 de junio de 1986 el exarcado apostólico fue elevado a eparquía mediante la bula In Petro Apostolorum del papa Juan Pablo II y recibió su nombre actual.

In Petro Apostolorum Principe a Christo Domino universalis Dei populi regendi potestas fundata et Nobis tradita, Nos sollicitat ut ubicumque terrarum Ecclesiis consulamus cunctis ipsarumque incremento studiose provideamus. Cum igitur Venerabilis Frater Noster Simon S.R.E. Cardinalis Lourdusamy Congregationis pro Ecclesiis Orientalibus praefectus, audita quidem eadem Congregatione atque suffragante Nuntio Apostolico, precibus Venerabilis Fratris Ioannis Petri Kasparian Patriarchae Ciliciae Armenorum instantibus, proposuerit ut Exarcatus Apostolicus ritus Armeni in Gallia ad gradum Eparchiae eveheretur, Nos re perpensa, sententiis admotis accedentes, statuimus ut memoratus Exarcatus Apostolicus Eparchiae honore augeatur, Sedi Apostolicae immediate subiectae, titulo Sanctae Crucis Lutetiae Parisiorum pro Armenis appellandae, cum omnibus iuribus atque obligationibus quae ad hanc dignitatem condicionemque spectant. De hac re, occasione capta opportuna, clerus ac populus huius ritus certiores deinde fiant. Ceterum aucta re vera dignitate ac honore, speramus fore ut etiam fides atque fidelium sanctitas crescere possint. Quae per has Litteras statuimus firma sint nunc et in perpetuum.

Los eparcas de Santa Cruz de París desempeñan también el papel de visitadores apostólicos para los armenios residentes en Europa occidental (especialmente en Suecia, Austria e Italia). El eparca Gregorio Ghabroyan lo fue desde el 15 de octubre de 1988 hasta el 8 de junio de 2013; Jean Teyrouz lo fue desde el 8 de junio de 2013 hasta el 27 de junio de 2020; y Elie Yéghiayan lo es desde el 27 de junio de 2020.

## Estadísticas
Según el Anuario Pontificio 2023 la eparquía tenía a fines de 2022 un total de 35 000 fieles bautizados.
| Año                                                                             | Población            | Población | Población      | Sacerdotes | Sacerdotes    | Sacerdotes    | Bautizados por sacerdote | Diáconos permanentes | Religiosos | Religiosos | Parroquias |
| Año                                                                             | Bautizados católicos | Total     | % de católicos | Total      | Clero secular | Clero regular | Bautizados por sacerdote | Diáconos permanentes | Varones    | Mujeres    | Parroquias |
| ------------------------------------------------------------------------------- | -------------------- | --------- | -------------- | ---------- | ------------- | ------------- | ------------------------ | -------------------- | ---------- | ---------- | ---------- |
| 1969                                                                            | ?                    | 160 000   | ?              | 9          | 6             | 3             | ?                        |                      | 3          | 9          | 8          |
| 1980                                                                            | 20 000               | ?         | ?              | 8          | 4             | 4             | 2500                     |                      | 4          | 9          | 6          |
| 1990                                                                            | 30 000               | ?         | ?              | 9          | 2             | 7             | 3333                     |                      | 7          | 3          | 7          |
| 1999                                                                            | 30 000               | ?         | ?              | 5          | 1             | 4             | 6000                     |                      | 4          | 6          | 6          |
| 2000                                                                            | 30 000               | ?         | ?              | 6          | 2             | 4             | 5000                     |                      | 4          | 4          | 6          |
| 2001                                                                            | 30 000               | ?         | ?              | 6          | 2             | 4             | 5000                     |                      | 4          | 4          | 6          |
| 2002                                                                            | 30 000               | ?         | ?              | 5          | 1             | 4             | 6000                     |                      | 4          | 3          | 6          |
| 2003                                                                            | 30 000               | ?         | ?              | 5          | 1             | 4             | 6000                     |                      | 4          | 4          | 6          |
| 2004                                                                            | 30 000               | ?         | ?              | 4          | 1             | 3             | 7500                     |                      | 3          | 5          | 6          |
| 2009                                                                            | 30 000               | ?         | ?              | 4          |               | 4             | 7500                     |                      | 4          | 4          | 6          |
| 2010                                                                            | 30 000               | ?         | ?              | 4          |               | 4             | 7500                     |                      | 4          | 4          | 6          |
| 2014                                                                            | 30 000               | ?         | ?              | 7          | 1             | 6             | 4285                     |                      | 6          | 2          | 6          |
| 2017                                                                            | 35 000               | ?         | ?              | 6          | 2             | 4             | 5833                     |                      | 4          | 3          | 6          |
| 2020                                                                            | 35 000               | ?         | ?              | 8          | 2             | 6             | 4375                     |                      | 6          | 3          | 6          |
| 2022                                                                            | 35 000               | ?         | ?              | 8          | 2             | 6             | 4375                     |                      | 6          | 3          | 6          |
| Fuente: Catholic-Hierarchy, que a su vez toma los datos del Anuario Pontificio. |                      |           |                |            |               |               |                          |                      |            |            |            |

## Episcopologio
- Garabed Amadouni † (22 de julio de 1960-15 de marzo de 1971 renunció)
  - Sede vacante (1971-1977)
- Gregorio Ghabroyan, I.C.P.B. (3 de enero de 1977-2 de febrero de 2013 retirado[nota 1])
- Jean Teyrouz, I.C.P.B., (2 de febrero de 2013-23 de junio de 2018 retirado)
- Elie (Yéghia) Yéghiayan, I.C.P.B., desde el 23 de junio de 2018